# Öffentliche Verwaltung für das österreichische Rundspruchwesen
Die Öffentliche Verwaltung für das österreichische Rundspruchwesen war als Treuhänderin des in Österreich gelegenen Vermögens der Reichs-Rundfunk-Gesellschaft von 1945 bis 1957 staatlicher Rundfunkveranstalter in Österreich, bis 1953 allerdings beschränkt auf den Ostteil des Landes. Aus ihr ging der Österreichische Rundfunk hervor; aufgelöst wurde sie 1962.
Am 29. April 1945 nahm Radio Wien unter Leitung von Oskar Czeija mit Unterstützung der Widerstandsgruppe O5 seinen Betrieb wieder auf, nachdem die Sender der österreichischen Radio-Verkehrs-AG (RAVAG) 1938 der deutschen Reichs-Rundfunk-Gesellschaft eingegliedert worden waren. Veranstalter war jetzt nicht wieder die 1939 aufgelöste RAVAG, sondern die neu geschaffene Öffentlichen Verwaltung für das österreichische Rundspruchwesen (im Folgenden: Öffentliche Verwaltung), die allerdings teilweise auch unter der etablierten Bezeichnung RAVAG auftrat. Öffentliche Verwalter waren Oskar Czeija (August–November 1945), Siegmund Guggenberger (November 1945–1954, ÖVP), Wilhelm Füchsl (zweiter Verwalter 1952–1957, SPÖ) und Alfons Übelhör (1954–1957, ÖVP). Die Öffentliche Verwaltung unterstand zuerst dem Handelsministerium, von 1946 bis 1956 dem Verkehrsministerium (Karl Waldbrunner) und dann der Bundesregierung.
Zunächst hatte die Öffentlichen Verwaltung ihren Sitz in dem im sowjetischen Sektor Wiens gelegenen Funkhaus und war zuständigkeitsmäßig auf die sowjetische Besatzungszone bzw. die Post- und Telegraphendirektion für Wien, Niederösterreich und Burgenland beschränkt. 1947 hatte sie etwa 500 Angestellte, 1952 etwa 864.000 Rundfunkteilnehmer. Sie stand unter sowjetischer Zensur; zudem gab es von Juni 1946 bis Juni 1953 im Programm eine „Russische Stunde“. Die drei westlichen Besatzungsmächte errichteten demgegenüber eigene Rundfunksender und Sendergruppen, nämlich Rot-Weiß-Rot (USA/Post- und Telegraphendirektion für Oberösterreich und Salzburg, Juni 1945; 256.000 Teilnehmer 1952), Alpenland (Großbritannien/Post- und Telegraphendirektionen für Steiermark und für Kärnten, August 1945; 292.000 Teilnehmer 1952) und West (Frankreich/Post- und Telegraphendirektion für Tirol und Vorarlberg, September 1945; 112.000 Teilnehmer 1952). Programmlich gab es bei den vier Sendergruppen keine Gemeinsamkeiten bis auf einzelne sogenannte Ringsendungen wie etwa die Stunde der Alliierten (November 1945–Mai 1949) oder Volkskunst aus Österreich.
Programmdirektor von Radio Wien war ab Juni 1945 Rudolf Henz. Weihnachten 1945 begann Radio Wien mit der Einführung eines zweiten Programms. Zum 1. Juni 1949 wurde die Rundfunkteilnehmergebühr von 3 auf 4,50 S monatlich erhöht, wovon ein Schilling als sogenannter „Investitions-Schilling“ einem Fonds für den Ausbau des Sendernetzes in ganz Österreich zugeführt wurde. Die Verwaltung dieses Fonds oblag der Öffentlichen Verwaltung, wodurch sich Anfänge einer gesamtstaatlichen Zuständigkeit herausbildeten. 1951 erfolgte einer Erhöhung der Gebühr auf 7 S, davon 1,50 S für den Investitionsfonds.
Wesentliche Veränderungen brachten die Jahre 1953 und 1954: Am 19. Mai 1953 übersiedelte die Öffentliche Verwaltung vom sowjetischen in den britischen Sektor Wiens (Singrienergasse 21). In der Folge wurde die Bezeichnung „Österreichischer Rundfunk“ eingeführt. Anfang Juni endete die „Russische Stunde“ im zweiten Programm. Am 6. September begann über die Sender Wien-Kahlenberg und Klagenfurt versuchsweise die Abstrahlung eines dritten Programms auf UKW mit der Ansage „Radio Österreich“; auch die 1924 unter dem Titel „Radio Wien“ eingeführte Programmzeitschrift hieß nun so. Im November endete die russische Zensur, es erfolgte die Aufnahme in die Union Europäischer Rundfunkanstalten, und das zweite Programm wurde zusätzlich in der Steiermark und Kärnten, ab Dezember auch in Tirol verbreitet.
Im Januar 1954 wurden der Öffentlichen Verwaltung die britischen Einrichtungen der Sendergruppe Alpenland übergeben, im März die amerikanischen der Sendergruppe Rot-Weiß-Rot mit Ausnahme des Senders Wien-Wilhelminenberg. Die französischen Einrichtungen der Sendergruppe West waren bereits im November 1946 formal an die Landesregierungen von Tirol und Vorarlberg gegangen (freilich unter Fortbestehen der französischen Zensur). Nun vertraten diese beiden Landesregierungen vor dem Verfassungsgerichtshof die Ansicht, Rundfunk sei Ländersache, was der Gerichtshof jedoch mit Erkenntnis vom 5. Oktober 1954 verneinte, so dass Anfang Dezember 1954 auch die Rundfunkeinrichtungen in Westösterreich auf die Öffentliche Verwaltung übergingen. Am 27. Juli 1954 folgte nach Inkrafttreten des Österreichischen Staatsvertrags schließlich auch der amerikanische Sender Wien-Wilhelminenberg, so dass alle Sender wieder unter österreichischer Verwaltung standen.
Mitte Februar 1955 begann ein fremdsprachiges „Sonderprogramm“ auf Kurzwelle für das Ausland (1985 Radio Österreich International genannt). Im Mai 1955 nahm der erste Fernsehsender den Versuchsbetrieb auf; ab 1. August folgte ein regelmäßiges Fernsehversuchsprogramm.
Im Dezember 1957 wurde die Österreichische Rundfunk Gesellschaft m. b. H. gegründet, die zum 1. Jänner 1958 die Programmverantwortung von der Öffentlichen Verwaltung übernahm. 1962 wurde die Öffentliche Verwaltung unter Übertragung aller verbliebenen Vermögenswerte auf die Österreichische Rundfunk Gesellschaft m. b. H. aufgelöst.
Viele Sendungen, die im ersten Jahrzehnt nach dem Krieg in den verschiedenen Sendeketten der Besatzungsmächte entwickelt worden waren, wurden teilweise bis in die 1980er-Jahre fortgeführt. Darunter „Was gibt es Neues?“ moderiert von Heinz Conrads, „Das Traummännlein kommt“ sowie „Sport und Musik“. Die einzige heute noch bestehenden Sendungen aus der Zeit der Senderketten sind „Du holde Kunst“ und das „Salzburger Nachtstudio“.